# Hormius hirtus
Hormius hirtus är en stekelart som beskrevs av Sergey A. Belokobylskij 1989. Hormius hirtus ingår i släktet Hormius och familjen bracksteklar. Inga underarter finns listade i Catalogue of Life.